# Aast
Aast ist eine französische Gemeinde mit 196 Einwohnern (Stand 1. Januar 2022) im Département Pyrénées-Atlantiques in der Region Nouvelle-Aquitaine. Die Gemeinde gehört zum Arrondissement Pau und zum Kanton Vallées de l’Ousse et du Lagoin (bis 2015: Kanton Montaner).
Die lokale Aussprache des Ortsnamens ist [a-s-t], mit einem stark nasaliertem ‚a‘ und einem gesprochenen ‚t‘ am Schluss.
Aast ist die erste französische Gemeinde in der alphabetischen Reihenfolge der Ortsnamen. Die Einwohner werden Aastois genannt.

## Geographie
Etwa 15 verstreute Häuser bilden das kleine Dorf auf dem Hochland von Ger, circa 27 Kilometer östlich von Pau. Umgeben wird Aast von den Nachbargemeinden Saubole im Nordwesten, Ponson-Dessus im Osten, Ger im Süden  sowie Gardères, eine Enklave des Départements Hautes-Pyrénées, im Westen.
Aast liegt im Einzugsgebiet des Flusses Adour und wird durchquert vom Carbouère, einem Bach, der in den Louet mündet.

## Geschichte
Es gab bis 1791 ein Laienkloster. Von 1674 bis zur Revolution unterstand Aast der Familie De Day. Jerôme De Day, ein Berater des Königs, erstand das Kloster im Jahr 1678 mit allen Rechten, wie z. B. Einnahmen eines Teils der Steuer, Bestattung in der Kirche.

### Einwohnerentwicklung
| Jahr      | 1968 | 1975 | 1982 | 1990 | 1999 | 2008 | 2022 |
| --------- | ---- | ---- | ---- | ---- | ---- | ---- | ---- |
| Einwohner | 203  | 115  | 140  | 163  | 190  | 181  | 196  |

## Sehenswürdigkeiten
- Bauernhof aus dem 17. Jahrhundert

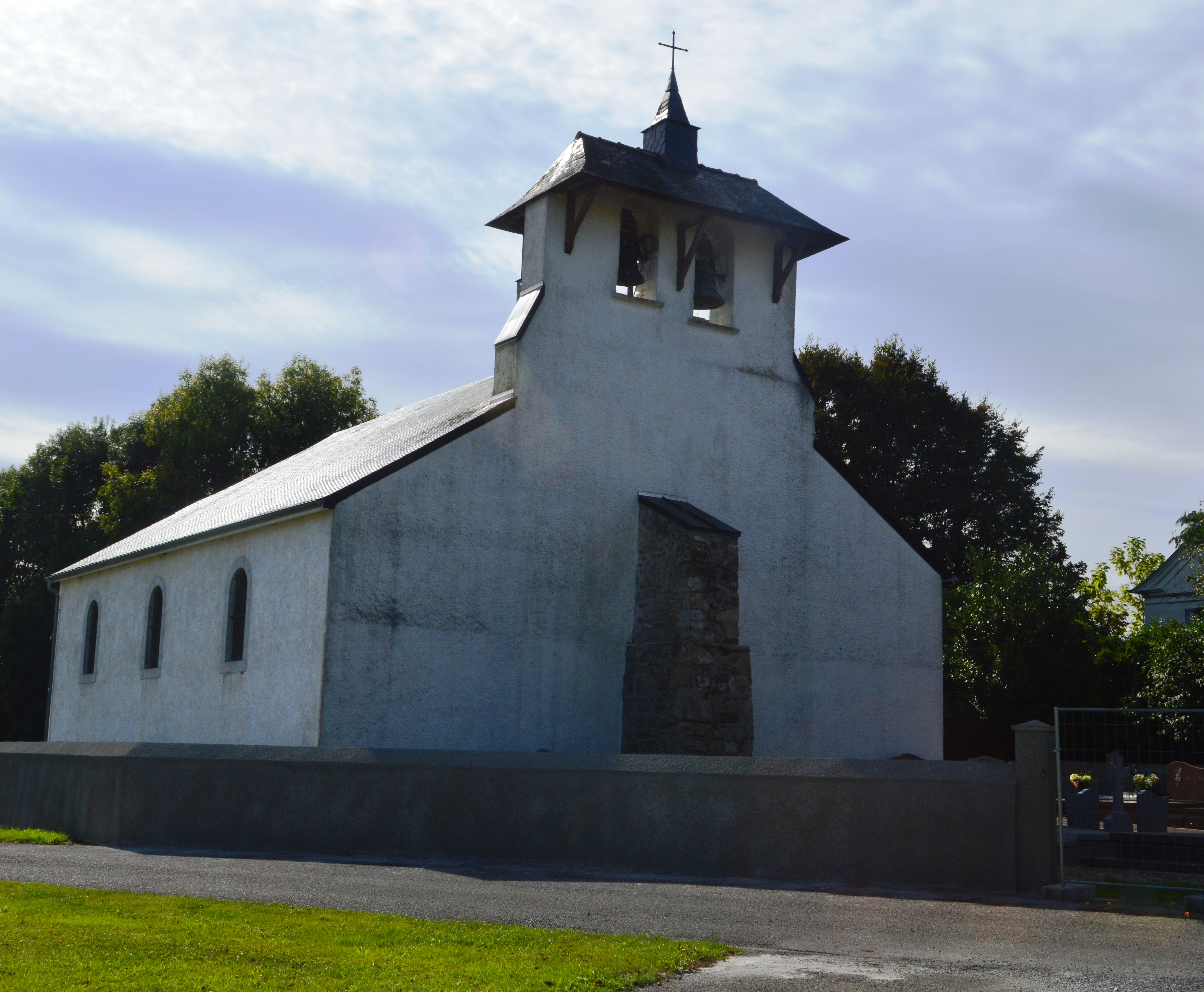
Kirche Saint-Martin

- Kirche, gewidmet Martin von Tours. 1854, unter Napoleon III. erbaut, mit Kirchenmöbeln, Glasfenstern, Gemälden und sonstigen Objekten, geführt im Gesamtbestandsverzeichnis des Kulturguts (Inventaire général du patrimoine culturel)

## Wirtschaft und Infrastruktur
Aast liegt in den Zonen AOC des Jambon noir de Bigorre und des Porc noir de Bigorre

### Verkehr
Aast ist angeschlossen an die Routes départementales 64, 70, 202 und 311.